# Det var i maj
Det var i maj (en suec Va ser al maig) és una pel·lícula muda en blanc i negre sueca del 1915 dirigida per Victor Sjöström i amb un guió de Sjöström i Algot Sandberg.

## Argument
El farmacèutic Blomgren i el notari Wigg són rivals d'Eufrosyne Linde. Ella estima en Wigg, però és un home volàtil i, per tant, anima en Blomgren a despertar la gelosia de Wigg. Quan Wigg veu en Blomgren, s'engresca per la gelosia i li proposa de seguida. De seguida està d'acord.
Blomgren necessita refrescar-se i se'n va al llac. En el camí, el barret se'l va caure al llac i, per tant, es treu els pantalons i les sabates per sortir i recuperar el barret. Mentrestant, un vagabund veu els pantalons i els roba, per això en Blomgren, sense pantalons, ha d'intentar tornar desapercebut. Després de molt d'anada i tornada, aconsegueix arribar a l'habitació on viu on és rebut per una carta al llit en la qual Eufrosyne li anuncia que està compromesa amb Wigg.

## Repartiment
- Richard Lund - Wigg, notari (en el guió anomenat enginyer)
- Victor Lundberg - Blomgren, farmacèutic (abans anomenat metge)
- Bergliot Husberg - Eufrosyne Linde (abans coneguda com a Julia)
- Eric Lindholm – cuiner a la pensió
- John Ekman – vagabund que roba els pantalons d'en Blomgren

## Producció
El rodatge va tenir lloc a l'interior de l'estudi del Swedish Biografteatern a Lidingö i a l'aire lliure a Estocolm i els seus voltants. La pel·lícula no s'ha conservat en la seva totalitat, però es conserven dos episodis a la pel·lícula clip Minns du? de 1935. Es creu que la pel·lícula és la mateixa que En sommarsaga (1912), una pel·lícula començada però mai acabada per Sjöström. Det var i maj es va estrenar el 17 de maig de 1915 al cinema Regina d'Estocolm.